# Хайнрих фон Рехберг-Хойхлинген
Хайнрих фон Рехберг-Хойхлинген (на немски: Heinrich von Rechberg, Herr von Heuchlingen; * вер. между 1218 и 1338; † ок. 1366) от благородническия швабски род Рехберг, е господар на Хойхлинген в Баден-Вюртемберг.

## Произход
Той е син на Конрад фон Рехберг († сл. 1331) или на неговия брат Йохан фон Рехберг, господар на Бетринген-Баргау († сл. 1354) и съпругата му Анна Хак фон Вьолщайн († сл. 1360), дъщеря на Рудолф фон Вьолщайн. Внук е на Улрих II фон Рехберг († 1326) и съпругата му фон Лимпург († 1300), дъщеря на Валтер II Шенк фон Лимпург и Елизабет фон Варберг († 1287).
Брат е на Йохан фон Рехберг († сл. 1340) и София фон Рехберг († сл. 1361), омъжена за Рудолф фон Бебенбург († 1347). Хайнрих фон Рехберг се преименува на фон Хойхлинген.

## Фамилия
Първи брак: с Гута Шпет фон Щайнхарт († сл. 1340), дъщеря на Фридрих Шпет фон Щайнхарт († 1331/1335) и Урсула фон Айхен († 1335/1339). Те имат децата:
- Улрих фон Рехберг († сл. 1360)
- Енгелхард фон Рехберг († сл. 1361)
- Маргарета фон Рехберг († пр. 1389), омъжена I. за Улрих фон Алфинген, II. за Улрих фон Вьолварт († 1389)
- Конрад (1) фон Рехберг († пр. 8 септември 1408), женен за Ута фон Зайнсхайм

Втори брак: пр. 1336 г. с Мехтилд 'Млада' фон Вайнсберг († сл. 1359), дъщеря на Конрад IV фон Вайнсберг († 1323) и втората му съпруга Агнес фон Хоенлое-Браунек-Браунек († 1350), дъщеря на Готфрид фон Хоенлое-Браунек († 1312) и втората му съпруга Елизабет фон Кирбург († 1305). Те нямат деца.